# الهجمات الصاروخية الإيرانية على باكستان 2024
في 16 يناير 2024، نفذت إيران سلسلة من الضربات الجوية والضربات بطائرات بدون طيار داخل مقاطعة بلوشستان الباكستانية، زاعمة أنها استهدفت جماعة جيش العدل، وهي جماعة انفصالية بلوشية سنية مسلحة. ووقع الحادث بعد يوم واحد من قيام إيران بسلسلة مماثلة من الضربات الجوية والضربات بطائرات بدون طيار داخل العراق وسوريا، زاعمة أنها استهدفت المقر الإقليمي لجهاز المخابرات الإسرائيلي الموساد والعديد من معاقل الجماعات الإرهابية ردا على تفجيرات كرمان في 3 يناير 2024، والذي أعلن تنظيم الدولة الإسلامية مسؤوليته عنه. وأدانت الحكومة الباكستانية الهجوم وذكرت أن إيران قتلت طفلين في "انتهاك غير مبرر" للمجال الجوي الباكستاني. واستدعت الخارجية الباكستانية القائم بالأعمال الإيراني في إسلام آباد للتعبير عن إدانتها للانتهاك الصارخ وغير المقبول لسيادة البلاد.
في 18 يناير 2024، شنت باكستان غارات جوية انتقامية في مقاطعة سيستان وبلوشستان الإيرانية، مدعية أنها ضربت مخابئ تابعة للمتمردين الانفصاليين البلوش المشاركين في الصراع ضد باكستان.
وفي 19 يناير 2024، أعلنت وزارة الخارجية الإيرانية، عن "عودة وشيكة" لسفيري إيران وباكستان إلى السفارتين في طهران وإسلام أباد، وذلك بعد أن تبادل البلدان الضربات العسكرية على أراضي كل منهما، كما قال مكتب رئيس الوزراء الباكستاني، إن البلدين تستطيعان التغلب سوياً على الخلافات البسيطة عبر الحوار والدبلوماسية.
وفي 27 يناير 2024، دعا الرئيس الإيراني، إبراهيم رئيسي، للتصدي لمحاولات "إثارة الأجواء" مع باكستان بعد مقتل 9 باكستانيين ببلاده، وقال إن إيران وباكستان بلدان شقيقان لديهما مشتركات دينية وثقافية وحضارية متجذرة، ولا يمكن أن تنقطع.